# 2906 Caltech
2906 Caltech è un asteroide della fascia principale. Scoperto nel 1983, presenta un'orbita caratterizzata da un semiasse maggiore pari a 3,1666380 UA e da un'eccentricità di 0,1074974, inclinata di 30,64631° rispetto all'eclittica.
Dal 22 settembre al 20 dicembre 1983, quando 2933 Amber ricevette la denominazione ufficiale, è stato l'asteroide denominato con il più alto numero ordinale. Prima della sua denominazione, il primato era di 2880 Nihondaira.
L'asteroide è dedicato all'università statunitense California Institute of Technology, tramite la forma breve con cui è comunemente chiamata.